# Dorota Rasińska-Samoćko
Dorota Rasińska-Samoćko (ur. w Warszawie) – polska himalaistka, dyplomatka, prawniczka. Jako pierwsza i dotychczas jedyna Polka zdobyła szczyty wszystkich czternastu ośmiotysięczników (jako ostatni szczyt Sziszapangmy 9 października 2024), w trzy lata (2021–2024). Cztery z nich zdobyła w ciągu jednego miesiąca (od 28 kwietnia 2022 do 28 maja 2022), a w sumie w 2022 roku w trzy miesiące weszła na siedem ośmiotysięczników (Annapurna, Kanczendzonga, Lhotse, Makalu, K2, Nanga Parbat, Broad Peak) ustanawiając jednocześnie rekord szybkości wśród himalaistów bez wsparcia zespołu sponsorskiego i komercyjnego. Jako druga Polka stanęła na szczycie Kanczendzongi i Nanga Parbat (indywidualnie), a jako trzecia na Broad Peak, Makalu, Annapurnie, K2.

## Wspinaczki
Pierwsza wyprawa Doroty Rasińskiej-Samoćko w Himalaje odbyła się w 2021 roku. 12 maja 2021 zdobyła szczyt Mount Everest. Jesienią 2021 wróciła do Nepalu i 25 września zdobyła szczyt Manaslu. Później okazało się, że nie weszła na najwyższy szczyt Manaslu, ale osiągnęła przedwierzchołek.
W 2022 w ciągu jednego miesiąca zdobyła szczyty: Annapurny (28 kwietnia), Kanczendzongi (12 maja), Lhotse (22 maja) i Makalu (28 maja). Później w tym samym roku w Pakistanie w ciągu miesiąca weszła na 3 kolejne szczyty: Nanga Parbat (1 lipca), Broad Peak (22 lipca) i K2. Na szczycie K2 stanęła 28 lipca 2022 roku, jako trzecia Polka w historii – po Wandzie Rutkiewicz (1986) i Monice Witkowskiej (22 lipca 2022). Był to jej dziewiąty ośmiotysięcznik, tym samym wyprzedziła więc w ich liczbie Wandę Rutkiewicz, która osiągnęła osiem takich szczytów.
Jesienią 2022 roku himalaistka podjęła próbę zdobycia szczytu Dhaulagiri. Po dotarciu do obozu II na wysokości 6200 m n.p.m. 29 września i wejściu prawie do obozu III na 7300 m n.p.m., podjęto decyzję o odwołaniu ekspedycji, w ramach której miało odbyć się wejście, z powodu dużego zagrożenia lawinowego.
W 2023 roku weszła na Dhaulagiri, mimo ekstremalnie trudnych warunków, na Manaslu (w pięć dni bez aklimatyzacji), a następnie na Cho Oju w cztery dni, gdzie uratowała norweską himalaiskę, której namiot został porwany przez huraganowy wiatr w pierwszym obozie.
Himalaistka zaplanowała realizację projektu „Podwójna Korona”, zakładającego wejście na czternaście ośmiotysięczników w Himalajach i Karakorum oraz na dziewięć (rozszerzone o Mount Blanc i Górę Kościuszki) wierzchołków Korony Ziemi. Osiągnęła Koronę Himalajów i Karakorum po trzech latach wspinaczki, 9 października 2024 zdobywając szczyt Sziszapangmy (8027 m n.p.m.), jako pierwsza i jedyna Polka, piąta kobieta na świecie. 3.07. 2025 roku ponownie weszła na Nanga Parbat (8126m) w ekstremalnie trudnych warunkach przy huraganowym wietrze(17 godzin ataku szczytowego z 6800m), torując drogę samodzielnie tylko z Szerpą przez ostatnie 5 godzin, jednocześnie stała sie pierwszym Polakiem z takim dokonaniem oraz nielicznym himalaistą bez teamu sponsorskiego i komercyjnego. Tym samym w ciągu 4 lat dokonała 17 wejść na 8 tysięczniki (dwa razy Makalu i Manaslu). 
Ze szczytów Korony Ziemi zdobyła góry: Kościuszki (Australia i Oceania – 2017), Kilimandżaro (Afryka – 2019), Mount Vinson (Antarktyda – 2019), Aconcagua (Ameryka Południowa – 2020), Mont Blanc (Europa – 2020), Mount Everest (Azja – 2021) i Denali (Ameryka Północna – 2023), Piramida Carstensza (Australia i Oceania - 2025).

### Styl
Swoje wyprawy himalaistka realizuje bez wsparcia teamu sponsorskiego i komercyjnego. Korzysta w ograniczonym zakresie z tlenu z butli oraz wspina się tylko z jednym partnerem wspinaczkowym (szerpą).

### Kalendarium wejść na szczyty ośmiotysięczników
- 12.05.2021 – Mount Everest[6]
- 25.09.2021 – Manaslu (przedwierzchołek)[4][15][26]
- 28.04.2022 – Annapurna I[17][27]
- 12.05.2022 – Kanczendzonga[17][28]
- 22.05.2022 – Lhotse[17][29]
- 28.05.2022 – Makalu[17][30]
- 01.07.2022 – Nanga Parbat[17]
- 22.07.2022 – Broad Peak[17]
- 28.07.2022 – K2[17]
- 18.05.2023 – Dhaulagiri[31][32]
- 20.09.2023 – Manaslu[31][33] (w pięć dni bez aklimatyzacji)
- 06.10.2023 – Czo Oju[31][34] (w cztery dni)
- 12.05.2024 – Makalu (drugie wejście)[35]
- 21.07.2024 – Gasherbrum II[4]
- 28.07.2024 – Gasherbrum I[4] (dwa szczyty w siedem dni)
- 09.10.2024 – Sziszapangma[2][3]

## Nagrody i wyróżnienia
- Kolos 2022 w kategorii Wyczyn – wyróżnienie zostało przyznane przez Kapitułę Kolosów w 2023 roku za wejścia na siedem ośmiotysięczników w jednym sezonie wspinaczkowym”[36]
- Orzeł za 2022 rok, nagroda Klubu Wysokogórskiego Warszawa – za osiągnięcia wspinaczkowe dokonane w Himalajach i Karakorum, czyli wejście na siedem ośmiotysięczników w 3 miesiące[37]
- Orzeł za 2023 rok, nagroda Klubu Wysokogórskiego Warszawa – za osiągnięcia wspinaczkowe dokonane w Himalajach i Karakorum, czyli za wejścia na Dhaulagiri, Manaslu, Denali, Cho Oyu[38]
- Primus Inter Pares w 2023 roku – za osiągnięcia wysokogórskie[39]
- Kolos 2023 – wyróżnienie za Wyczyn Roku – za kolejny istotny krok ku Podwójnej Koronie[40]
- Kolos 2024 – główna nagroda w kategorii Wyczyn Roku – za zdobycie Korony Himalajów i Karakorum[41]

## Życie zawodowe
Dorota Rasińska-Samoćko ma wykształcenie prawnicze, przez wiele lat pracowała jako dyplomatka, była m.in. I sekretarzem ds. politycznych oraz rzecznikiem prasowym Ambasady RP w Serbii, jak też radcą ds. politycznych w Stałym Przedstawicielstwie RP przy UE w Brukseli.

## Życie prywatne
Oprócz uprawiania himalaizmu nurkuje, jeździ na nartach i podróżuje (zwiedziła około 140 krajów na wszystkich kontynentach, głównie samotnie, indywidualnie, tylko z plecakiem). Zwiedzała Australię, Nową Zelandię, Falklandy, Ziemię Ognistą, a również regiony bardzo egzotyczne i odległe, np. położone w Oceanii. Napisała dwie książki o swoich wyprawach – „Moja Azja. Dora na szlaku” oraz „Australia i coś więcej”, jak też "Speed Lady. Moja Korona Himalajów i Karakorum" o swojej pasji, filozofii życia oraz jak osiągnęła Koronę Himalajów i Karakorum.

## Eksploracje, podróże i inne osiągnięcia
- Weszła na Mauna Kea i Mauna Loa w 2015 roku, Fudżi w 2017 roku, wulkan Bromo w 2017 roku, dokonała 60-godzinnego przejścia Northern Circuit na Wyspie Północnej w Nowej Zelandii w 2018 roku, przeszła trekking po pięciu wulkanach na Reunionie w 2019 roku, weszła na Pico del Teide na Teneryfie, na Grossglockner w 2020 roku, na Szczyt Lenina w 2021 roku, na Kala Pattar i Lobuche East w 2021 roku.
- Przeszła samotnie i jednocześnie Tour du Mont Blanc oraz Haute Route (od Chamonix do Zermatt) w 2020 (ponad 360 km w dwa tygodnie), pokonała Alta Via II we Włoszech w 15 dni (185 km, wspinając się po drodze na bocznych ferratach).
- Eksplorowała Amerykę Południową i w niecałe trzy miesiące zwiedziła Ekwador (w tym Wyspy Galapagos), Peru, Boliwię, Chile w 2002.
- Zwiedziła USA w niecałe trzy miesiące w 2006 roku, pokonując autem ponad 30000 km, a potem USA i Kanadę w 2015 roku, odwiedzając też każdy stan USA i pokonując autem 45700 km, a na przełomie 2017 i 2018 przez dwa miesiące eksplorowała Australię, pokonując 13500 km oraz Nową Zelandię w 2018 roku (5000 km w miesiąc).
- Samotnie podróżowała Koleją Transsyberyjską z Moskwy do Irkucka, eksplorując potem okolice jeziora Bajkał oraz wchodząc w 2017 na Szczyt Czekanowskiego i Szczyt Czerskiego (w ramach rocznej podróży dookoła świata 2017–2018).

## Publikacje[45]
- Dora Rasińska: Moja Azja. Dora na szlaku. Poznań: Wydawnictwo Nowoczesne, 2019. ISBN 978-83-950523-0-9. Brak numerów stron w książce
- Dora Rasińska: Australia i coś więcej. Poznań: Wydawnictwo Nowoczesne, 2024. ISBN 978-83-67260-00-8. Brak numerów stron w książce
- Dorota Rasińska-Samoćko: Speed Lady. Moja Korona Himalajów i Karakorum. Warszawa: Wydawnictwo Muza, 2025. ISBN 978-32-87-330-5-3, 419 stron.